# Gran Premio Industria e Artigianato 1986
Il Gran Premio Industria e Artigianato 1986, ventesima edizione della corsa e decima con questa denominazione, si svolse il 14 giugno su un percorso di 208 km, con partenza e arrivo a Larciano. Fu vinto dall'italiano Giovanni Bottoia della Supermercati Brianzoli-Essebi davanti al suo connazionale Marco Giovannetti e al norvegese Dag Erik Pedersen.

## Ordine d'arrivo (Top 10)
| Pos. | Corridore            | Squadra                | Tempo    |
| ---- | -------------------- | ---------------------- | -------- |
| 1    | Giovanni Bottoia     | Supermercati Brianzoli | 5h23'00" |
| 2    | Marco Giovannetti    | Gis Gelati-Oece        |          |
| 3    | Dag Erik Pedersen    | Ariostea-Gres          |          |
| 4    | Franco Ballerini     | Magniflex-Centroscarpa |          |
| 5    | Alessandro Giannelli | Magniflex-Centroscarpa |          |
| 6    | Francesco Moser      | Supermercati Brianzoli |          |
| 7    | Fabio Bordonali      | Carrera                |          |
| 8    | Patrick Serra        | Ariostea-Gres          |          |
| 9    | Giuseppe Petito      | Gis Gelati-Oece        |          |
| 10   | Palmiro Masciarelli  | Gis Gelati-Oece        |          |